# Портобелло

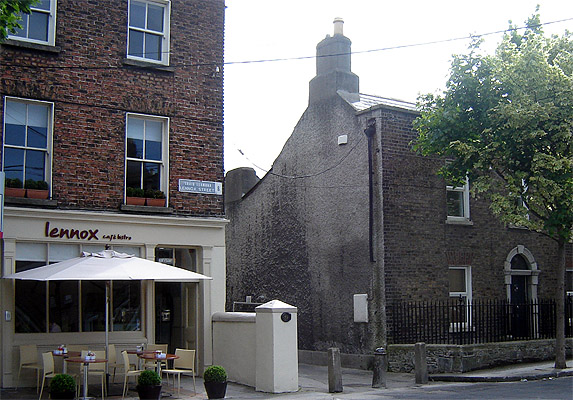
Новое кафе и один из старейших домов района

Портобелло (англ. Portobello; ирл. Portobello, «прекрасная бухта») — городской район Дублина в Ирландии, находится в административном графстве Дублин (провинция Ленстер).